# Grotten von Réclère
Die Grotten von Réclère sind eine Gruppe von Tropfsteinhöhlen im westlichen Teil der Landschaft Ajoie im Schweizer Jura an der Grenze zu Frankreich. Das Tropfsteinhöhlensystem ist touristisch erschlossen und erstreckt sich über rund eineinhalb Kilometer.
Die Grotten wurden 1886 entdeckt und ab diesem Zeitpunkt erforscht. Die gegen oben gerichtete Öffnung war der lokalen Bevölkerung schon vorher als Trou du Fahy bekannt. In den von Fledermäusen bewohnten Höhlen gibt es eine grosse Anzahl Stalagmiten und Stalaktiten, darunter den 15 Meter hohen Dom, den grössten bekannten Stalagmit der Schweiz. Die Besichtigung der Höhlen ist nur mit einem Führer möglich.
Die Höhlen sind Teil des Préhisto-Parc, in dem 45 lebensgrosse Reproduktionen von prähistorischen Tieren zu sehen sind.